# José de España y Orteu

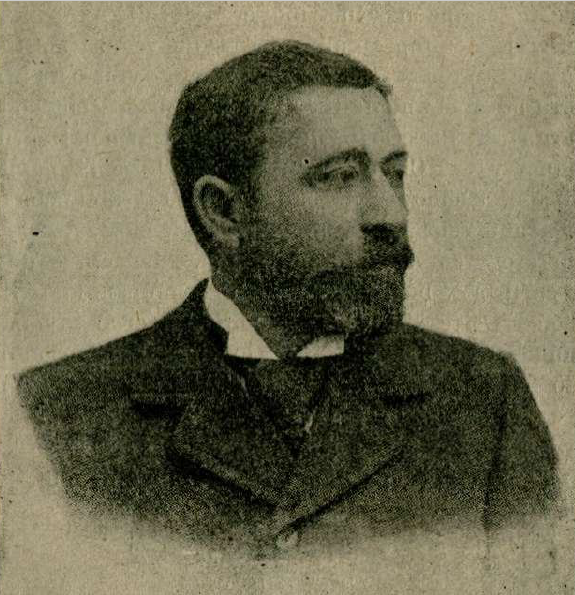
José de España y de Orteu

José de España y Orteu (1860 - Barcelona, mayo de 1918) fue un político carlista español. 

## Biografía
Hijo de una familia acomodada, fue caballero Real Maestranza de Caballería de Granada. Siendo niño abrazó la causa carlista, de la que posteriormente sería un activo propagandista.
En 1888 participó activamente en la reorganización de la Comunión Tradicionalista tras la escisión integrista. Fue el primer presidente del Círculo Carlista de Barcelona y presidió la Junta Provincial carlista de la capital catalana. Visitó en Venecia a Don Carlos, quien le confió misiones importantes. Fundó la Biblioteca Popular Carlista (1895-1897), que dirigieron los periodistas Mariano Fortuny Portell y Juan Bautista Falcó. Se presentó varias veces como candidato para diputado a Cortes, pero no logró nunca acta de diputado, cosa que sus partidarios achacaron al caciquismo.

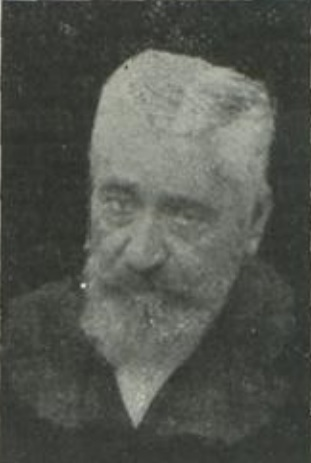
José de España (La Hormiga de Oro, 1918)

Participó en la conspiración carlista de 1898. En noviembre de ese año le fue encomendada por el marqués de Cerralbo la misión de formar una junta en Barcelona a fin de recaudar fondos y armas para la sublevación prevista. Tras el fallido alzamiento de Badalona de 1900, se retiró de la política. Fue agraciado por Carlos VII con el título de marqués de Monsarra.